# 方进 (1963年)
方进（1963年—），安徽六安人，北京交通大学教授、博士生导师。

## 生平
1984年毕业于安徽师范大学物理系，2002年在中国科学院等离子体物理研究所获博士学位。先后在瑞士核能研究所、清华大学、美国俄亥俄州立大学访问研究。2004年入职北京交通大学，现任北京交通大学电气工程学院教授、博士生导师。
主要从事变频电源、超导磁悬浮技术、超导电机和直线电机、变流器及其控制技术、电力系统仿真的研究工作。主持国家重点研发计划项目、科技部863计划项目等科研项目20余项。发表论文100余篇，获授权发明专利7项。